# دهک (اسفراین)
دهک (اسفراین)، روستایی از توابع بخش مرکزی شهرستان اسفراین در استان خراسان شمالی ایران است.

## جمعیت
این روستا در دهستان دامنکوه قرار دارد و الان جمعیتی بالغ ب 490نفر را دارا میباشد که تعداد خانوار نیز بع 100خانوار افزایش یافته است